# DDR-Einzelmeisterschaft im Schach 1990
Die 39. und letzte DDR-Einzelmeisterschaft im Schach fand im Februar 1990 in Bad Blankenburg statt. Die Teilnehmer hatten sich über das sogenannte Meisterklassenturnier sowie ein System von Vorberechtigungen und Freiplätzen für diese Meisterschaft qualifiziert. Die Starterfelder der Finalturniere waren auf 12 Teilnehmer reduziert. Angesichts der gesellschaftlichen Umbrüche in der DDR fehlten zahlreiche erfolgreiche Spieler früherer Jahre. Bemängelt wurde auch, dass das Ergebnis der Meisterschaften keinen Einfluss auf die Mannschaftsaufstellung zur Schacholympiade 1990 haben sollte. Hauptschiedsrichter war Werner Schreyer.

## Meisterschaft der Herren
Raj Tischbierek und Thomas Pähtz lagen mehr oder weniger im gesamten Turnier vorn und teilten schließlich punktgleich den Titel. In der letzten Runde hätte Thomas Luther zu ihnen aufschließen können, verzichtete aber auf Gewinnversuche. Die seltsame Regelkonstellation – gemeinsamer Sieg bei zwei Punktgleichen, aber Feinwertung bei mehr als zwei gemeinsamen Spitzenreitern – hätte ihm in diesem Fall auch nur Platz 3 eingebracht, aber Tischbierek zum alleinigen Meister gemacht.

### Abschlusstabelle
|     | Teilnehmer                               | 01 | 02 | 03 | 04 | 05 | 06 | 07 | 08 | 09 | 10 | 11 | 12 | Punkte |
| --- | ---------------------------------------- | -- | -- | -- | -- | -- | -- | -- | -- | -- | -- | -- | -- | ------ |
| 1/2 | Raj Tischbierek (AdW Berlin)             |    | ½  | ½  | 1  | ½  | ½  | 1  | 1  | 0  | 1  | ½  | 1  | 7½     |
| 1/2 | Thomas Pähtz (Mikroelektronik Erfurt)    | ½  |    | ½  | ½  | 1  | ½  | 1  | ½  | ½  | 1  | ½  | 1  | 7½     |
| 03  | Thomas Luther (Post Dresden)             | ½  | ½  |    | ½  | ½  | ½  | ½  | ½  | ½  | 1  | 1  | 1  | 7      |
| 04  | Jörg Seils (Rotation Berlin)             | 0  | ½  | ½  |    | ½  | ½  | 1  | ½  | 1  | ½  | 0  | 1  | 6      |
| 05  | Manfred Böhnisch (Lok Leipzig Mitte)     | ½  | 0  | ½  | ½  |    | ½  | 1  | ½  | 1  | ½  | ½  | 0  | 5½     |
| 06  | Ralf Schöne (Empor HO Berlin)            | ½  | ½  | ½  | ½  | ½  |    | 0  | ½  | 1  | 0  | ½  | 1  | 5½     |
| 07  | Matthias Rösler (Post Dresden)           | 0  | 0  | ½  | 0  | 0  | 1  |    | 1  | ½  | ½  | 1  | 1  | 5½     |
| 08  | Dirk Poldauf (Empor HO Berlin)           | 0  | ½  | ½  | ½  | ½  | ½  | 0  |    | 1  | ½  | 1  | 0  | 5      |
| 09  | Martin Borriss (Post Dresden)            | 1  | ½  | ½  | 0  | 0  | 0  | ½  | 0  |    | ½  | 1  | 1  | 5      |
| 10  | Steffen Andresen (Post Dresden)          | 0  | 0  | 0  | ½  | ½  | 1  | ½  | ½  | ½  |    | 0  | 1  | 4½     |
| 11  | Manfred Schöneberg (Baukombinat Leipzig) | ½  | ½  | 0  | 1  | ½  | ½  | 0  | 0  | 0  | 1  |    | 0  | 4      |
| 12  | Gerd Lorenz (Lok Karl-Marx-Stadt)        | 0  | 0  | 0  | 0  | 1  | 0  | 0  | 1  | 0  | 0  | 1  |    | 3      |

### Meisterklassenturnier
Das Meisterklassenturnier der Herren fand im Oktober und November 1989 in Oybin statt. Hauptschiedsrichter war Johannes Hoffmann. Die 20 Teilnehmer spielten in neun Runden nach Schweizer System.
| Rang | Name                                       | Punkte |
| ---- | ------------------------------------------ | ------ |
| 01   | Jörg Seils (Rotation Berlin)               | 6½     |
| 02   | Steffen Andresen (Post Dresden)            | 6      |
| 03   | Dirk Poldauf (Empor HO Berlin)             | 6      |
| 04   | Ralf Schöne (Empor HO Berlin)              | 5½     |
| 05   | Martin Borriss (Post Dresden)              | 5½     |
| 06   | Matthias Rösler (Post Dresden)             | 5½     |
| 07   | Gerd Lorenz (Lok Karl-Marx-Stadt)          | 5      |
| 08   | Bernd Neubauer (Lok Eberswalde)            | 5      |
| 09   | Dirk Wegener (Post Dresden)                | 5      |
| 10   | Stefan Apel (Empor HO Berlin)              | 4½     |
| 11   | Manfred Böhnisch (Lok Leipzig Mitte)       | 4½     |
| 12   | Rolf Trenner (Motor Falkensee)             | 4½     |
| 13   | Torsten Fiedler (Medizin Erfurt)           | 4½     |
| 14   | Karsten Schulz (Fortschritt Cottbus)       | 4      |
| 15   | Axel Berghof (Kali Werra Tiefenort)        | 4      |
| 16   | Karl-Heinz Bondick (Motor SO Magdeburg)    | 3½     |
| 17   | Matthias Leipert (Lok Zittau)              | 3      |
| 18   | Roland Fick (Fortschritt Gera-Liebschwitz) | 3      |
| 19   | Bauer (Vorwärts Stallberg)                 | 2½     |
| 20   | Cap (Lok Zittau)                           | 2      |

## Meisterschaft der Damen
Ein Quartett bestimmte im Damenturnier das Geschehen. Gundula Nehse setzte sich mit einem Zwischenspurt (6½ Punkte aus sieben aufeinanderfolgenden Partien) ab Runde 3 an die Spitze. In der Folge konnten ihre Rivalinnen nicht mehr ganz aufschließen, ließen ihrerseits Punkte liegen, wenn Nehse die Gelegenheit dazu bot.

### Abschlusstabelle
|    | Teilnehmer                              | 01 | 02 | 03 | 04 | 05 | 06 | 07 | 08 | 09 | 10 | 11 | 12 | Punkte |
| -- | --------------------------------------- | -- | -- | -- | -- | -- | -- | -- | -- | -- | -- | -- | -- | ------ |
| 01 | Gundula Nehse (Post Dresden)            |    | 0  | ½  | 1  | 1  | 1  | 1  | 0  | 1  | 1  | 1  | 1  | 8½     |
| 02 | Brigitte Burchardt (AdW Berlin)         | 1  |    | 1  | 0  | 1  | ½  | ½  | 1  | 1  | ½  | ½  | 1  | 8      |
| 03 | Constanze Jahn (Buna Halle-Neustadt)    | ½  | 0  |    | 1  | ½  | ½  | 1  | ½  | 1  | 1  | 1  | 1  | 8      |
| 04 | Ines Starck (AdW Berlin)                | 0  | 1  | 0  |    | ½  | ½  | 1  | 1  | 1  | 1  | 1  | 1  | 8      |
| 05 | Sylvia Wenzel (Rotation Berlin)         | 0  | 0  | ½  | ½  |    | ½  | ½  | ½  | 1  | 1  | ½  | 1  | 6      |
| 06 | Petra Gollewsky (Wismut Aue)            | 0  | ½  | ½  | ½  | ½  |    | ½  | 1  | 0  | ½  | 1  | ½  | 5½     |
| 07 | Kerstin Kunze (Fortschritt Cottbus)     | 0  | ½  | 0  | 0  | ½  | ½  |    | ½  | 1  | ½  | 1  | 1  | 5½     |
| 08 | Katja Sommaro (Rotation Berlin)         | 1  | 0  | ½  | 0  | ½  | 0  | ½  |    | 0  | ½  | 1  | 1  | 5      |
| 09 | Sybille Heyme (Aktivist Schwarze Pumpe) | 0  | 0  | 0  | 0  | 0  | 1  | 0  | 1  |    | 1  | 0  | 1  | 4      |
| 10 | Astrid Winter (Motor Leipzig-Lindenau)  | 0  | ½  | 0  | 0  | 0  | ½  | ½  | ½  | 0  |    | 1  | ½  | 3½     |
| 11 | Anke Schäfer (TSG Lawalde)              | 0  | ½  | 0  | 0  | ½  | 0  | 0  | 0  | 1  | 0  |    | 1  | 3      |
| 12 | Antje Fuchs (Aufbau Zeulenroda)         | 0  | 0  | 0  | 0  | 0  | ½  | 0  | 0  | 0  | ½  | 0  |    | 1      |

### Meisterklassenturnier
Das Meisterklassenturnier der Damen fand im Dezember 1989 in Nordhausen statt. Die 22 Teilnehmerinnen spielten in neun Runden nach Schweizer System. Schiedsrichter war Ladislaus Goutier.
| Rang | Name                                       | Punkte |
| ---- | ------------------------------------------ | ------ |
| 01   | Katja Sommaro (Rotation Berlin)            | 6½     |
| 02   | Anke Schäfer (TSG Lawalde)                 | 6½     |
| 03   | Petra Gollewsky (Wismut Aue)               | 5½     |
| 04   | Sybille Heyme (Aktivist Schwarze Pumpe)    | 5½     |
| 05   | Sylvia Wenzel (Rotation Berlin)            | 5½     |
| 06   | Astrid Winter (Motor Leipzig-Lindenau)     | 5½     |
| 07   | Anke Koglin (Motor Weimar)                 | 5½     |
| 08   | Antje Fuchs (Aufbau Zeulenroda)            | 5½     |
| 09   | Helga Mickmann (Empor Burg)                | 5      |
| 10   | Antje Rehn (Motor Liebertwolkwitz)         | 5      |
| 11   | Hannelore Kube (Medizin Erfurt)            | 4½     |
| 12   | Astrid Micheel (Motor Weimar)              | 4½     |
| 13   | Gabriele Just (Lok Leipzig Mitte)          | 4½     |
| 14   | Kerstin Topel (Motor Gohlis Nord Leipzig)  | 4½     |
| 15   | Heidrun Bade (PH Potsdam)                  | 4½     |
| 16   | Ines Fritzsche (WPU Rostock)               | 4½     |
| 17   | Heike Schauenburg (Motor Leipzig-Lindenau) | 4      |
| 18   | Isolde Hille (BSG Sebnitz)                 | 3½     |
| 19   | Vera Latka (Lok Meiningen)                 | 3      |
| 20   | Susann Kaluza (Lok Stahlbau Dessau)        | 2½     |
| 21   | Kerstin Babinsky (Lok Gera)                | 2      |
| 22   | Anne Higgelke (Motor Süd Neubrandenburg)   | 1      |

## Jugendmeisterschaften
| Altersklasse | männlich                                                              | weiblich                                |
| ------------ | --------------------------------------------------------------------- | --------------------------------------- |
| 09/10        | Björn Röber (MoGoNo Leipzig)                                          | Yvonne Schindler (SG Niesky)            |
| 11/12        | Alexander Naumann (Chemie Wolfen-Nord)                                | Jana Bauer (Buna Halle-Neustadt)        |
| 13/14        | Sami Raschke (Lok Leipzig-Mitte)                                      | Steffi Kaube (Chemie Schwarzheide)      |
| 15/16        | Jens-Uwe Maiwald (Post Dresden)                                       | Ulrike Meister (Motor Leipzig Lindenau) |
| 17/18        | René Stern (Empor HO Berlin) Michael Schwarz (Mikroelektronik Erfurt) | Anetta Günther (Post Dresden)           |

Das Ergebnis der Altersklasse 7/8 liegt nicht vor.